# Gulzar
Sampooran Singh Kalra (Punjab, 18 de agosto de 1934), conhecido popularmente como Gulzar, é um poeta, letrista e cineasta indiano. Como reconhecimento, venceu, no Oscar 2009, a categoria de Melhor Canção Original por "Jai Ho (You Are My Destiny)" de Slumdog Millionaire.